# Котбауэр, Мария Пиа
Мария Пиа Котбауэр, принцесса Лихтенштейнская (нем. Maria-Pia Kothbauer; род. 6 августа 1960, Вена, Австрия) — лихтенштейнская аристократка и дипломат. Постоянный представитель Лихтенштейна при ООН, а также посол в нескольких европейских государствах.

## Биография
Принцесса Мария Пиа Лихтенштейнская родилась 6 августа 1960 года в Вене. Она была пятым из семи детей принца Карла Альфреда Лихтенштейнского (1910—1985) и Агнесы Австрийской (1928—2007).
Окончила Доминиканскую школу в Вене в 1978 году. Затем изучала политологию в Колумбийском университете в Нью-Йорке, получив в 1983 году степень магистра искусств и наук. С 1984 по 1986 год работала в Управлении Верховного комиссара ООН по делам беженцев, сначала в Женеве, затем в Хартуме.
С 1987 по 1988 год являлась зарубежным представителем организации Caritas Austria в Вене.
В 1989 году поступила на дипломатическую службу Лихтенштейна. В 1990 году стала вторым секретарём посольства Лихтенштейна в Берне и членом делегации княжества в ОБСЕ. С 1991 по 1993 год работала в Управлении иностранных дел правительства Лихтенштейна в Вадуце, после чего стала первым секретарём посольства Лихтенштейна в Австрии. В 1993 году назначена послом Лихтенштейна в Европейском союзе и Бельгии.
В августе 1996 года вернулась в Вену, возглавив делегацию Лихтенштейна в ОБСЕ. 11 декабря 1997 года также была назначена послом Лихтенштейна в Австрии. С июля 2000 года занимает должность постоянного представителя княжества при Организации Объединённых Наций.
После восстановления дипломатических отношений между Лихтенштейном и Чехией в 2009 году назначена послом Лихтенштейна в Чехии (11 апреля 2011 года).

## Личная жизнь
4 августа 1995 года вышла замуж за Макса Котбауэра (род. 1950). У супругов есть сын — Иероним Котбауэр (род. 26 января 1997).